# Saplunara
Sapulanra je zaselek in istoimenski zaliv na otoku Mljetu (Hrvaška), ki upravno spada pod občino Mljet; le-ta pa spada pod Dubrovniško-neretvansko županijo.

## Geografija
Naselje, ki se deli na Veliki in Mali Sapulanar, leži na jugovzhodni obali ob zalivu z lepimi peščenimi plažami. Kraj, ki je novejša turistična destinacija, je obkrožen z gostim borovim gozdom in s cesto povezan z naseljem Korita. Ob cesti ki pelje proti Koritam je ledina »Pinjevci« s slikovitim gozdom Pinij. V bližini zaselka  je zaliv »Blaca« z v poletnih mesecih zelo obiskano peščeno plažo.
Zaliv Sapunara,ki je dolg okoli 1 km in širok do 0,5 km, je edino zanesljivo zaklonišče pred jugom na južni strani otoka. Severozahodni del zaliva pa je varen tudi pred udarci burje.
Na prostranih plitvinah peščenih plaž se morje v poletnih mesecih ogreje tudi do 28°C.

## Prebivalci
Popodatkih iz leta 1991 je v zaselku stalno živelo 32 prebivalcev.
| Pregled števila prebivalcev po letih | Pregled števila prebivalcev po letih | Pregled števila prebivalcev po letih | Pregled števila prebivalcev po letih | Pregled števila prebivalcev po letih | Pregled števila prebivalcev po letih | Pregled števila prebivalcev po letih | Pregled števila prebivalcev po letih | Pregled števila prebivalcev po letih | Pregled števila prebivalcev po letih | Pregled števila prebivalcev po letih | Pregled števila prebivalcev po letih | Pregled števila prebivalcev po letih | Pregled števila prebivalcev po letih | Pregled števila prebivalcev po letih |
| ------------------------------------ | ------------------------------------ | ------------------------------------ | ------------------------------------ | ------------------------------------ | ------------------------------------ | ------------------------------------ | ------------------------------------ | ------------------------------------ | ------------------------------------ | ------------------------------------ | ------------------------------------ | ------------------------------------ | ------------------------------------ | ------------------------------------ |
| 1857                                 | 1869                                 | 1880                                 | 1890                                 | 1900                                 | 1910                                 | 1921                                 | 1931                                 | 1948                                 | 1953                                 | 1961                                 | 1971                                 | 1981                                 | 1991                                 | 2001                                 |
| 0                                    | 0                                    | 0                                    | 0                                    | 0                                    | 0                                    | 0                                    | 0                                    | 0                                    | 0                                    | 5                                    | 8                                    | 22                                   | 32                                   | 35                                   |